# Jens Jacob Keyser
Jens Jacob Keyser (født 1. oktober 1780 i Drammen, død 18. januar 1847 i Kristiania) var en norsk fysiker. 
Keyser var søn af købmand J. J. Krum; hans fødenavn var altså Krum, som han i 1814 forandrede til Keyser. Han kom 1794 i huset hos sin farbror, Johan Michael Keyser i Kristiania, fra hvis katedralskole han 1798 blev student. I 1800 blev han elev i det pædagogiske seminar i København for at uddanne sig for lærerfaget og ansattes 1806 som adjunkt ved Metropolitanskolen med matematik og fysik som lærefag; samtidig hermed studerede han jura og blev 1810 juridisk kandidat. En tid fungerede han som H.C. Ørsteds stedfortræder under dennes udenlandsrejse. Efter at han 1812 var blevet overlærer, entledigedes han 1813 for at forberede sig til at overtage et professorat ved universitetet i Kristiania og ansattes 3. juni 1814 som professor i fysik og kemi. I denne stilling virkede han til sin død, men det sidste fag var han allerede 1837 bleven fritagen for at foredrage. Han var gift med Maria Frances, født Frederici (født 1802 på Barbados, død 29. oktober 1829). Keysers videnskabelige virksomhed er ikke af stor betydning; foruden et par oversættelser har han givet nogle mindre videnskabelige meddelelser ved de første naturforskermøder; han har derimod nydt stor anseelse som universitetslærer og har været meget virksom på det administrative område, på hvilket en mængde vigtige opgaver overdrogs ham.